# Stade Alphonse-Massamba-Débat
Pour les articles homonymes, voir Massamba.
 (mars 2025).
Le stade Alphonse Massambat-Débat de Brazzaville est le stade national du Congo.

## Histoire
Ancien stade de la Révolution, il prend en 1993 le nom d'Alphonse Massamba-Débat, ancien président de la république du Congo.
Stade de la sélection du Congo, le Stade Alphonse Massambat-Débat est aussi celui des clubs de football du CARA Brazzaville, de l'Étoile du Congo et du Patronage Sainte-Anne.